# Свята Гонконгу
Свята в Гонконзі призначені урядом Гонконгу. Вони дозволяють працівникам відпочити від роботи у зв'язку з особливими випадками. Всього 17 державних свят (кит.: 公众 假期)

## Офіційні свята
| Дата                                 | Назва                                                        | Оригінальна назва        | Примітка |
| ------------------------------------ | ------------------------------------------------------------ | ------------------------ | --- |
| 1 січня                              | Новий рік                                                    | 元旦新年                 | |
| Перший день першого місяця           | Китайський Новий рік                                         | 農曆年初一               | Зазвичай святкується в кінці січня або початку лютого, найважливіше з традиційних китайських свят.           |
| Другий день першого місяця           | Другий день Китайського нового року                          | 農曆年初二               | |
| Третій день першого місяця           | Третій день Китайського нового року                          | 農曆年初三               | |
| 5 квітня (4 квітня в високосний рік) | Цінмін                                                       | 清明節                   | Святкується приблизно через 15 днів після весняного рівнодення. День вшанування своїх предків.               |
|                                      | Велика п'ятниця                                              | 耶穌受難節               | |
|                                      | Велика субота                                                | 耶穌受難節翌日           | |
|                                      | Поливаний понеділок                                          | 復活節星期一             | |
| 1 травня                             | День праці                                                   | 勞動節                   | |
| Восьмий день четвертого місяця       | День народження Будди                                        | 佛誕                     | Зазвичай святкується в травні. Нове свято засновано в 1998 році.                                             |
| П'ятий день п'ятого місяця           | Свято човнів-драконів                                        | 端午節                   | Зазвичай святкується у червні. День патріотичної пам'яті. Люди їдять тістечка і плавають на човнах-драконах. |
| 1 червня                             | День створення спеціального адміністративного району Гонконг | 香港特別行政區成立紀念日 | |
| Шістнадцятий день восьмого місяця    | Свято середини осені                                         | 中秋節翌日               | Зазвичай святкується у вересні. Важливе свято осіннього врожаю і єднання.                                    |
| 1 жовтня                             | Національний день                                            | 中華人民共和國國慶日     | Зазвичай святкується протягом двох днів з 1 і 2 жовтня                                                       |
| Дев'ятий день дев'ятого місяця       | Свято подвійної дев'ятки                                     | 重陽節                   | Зазвичай святкується в жовтні. День вшанування людей похилого віку і померлих. Також день альпінізму.        |
| 25 грудня                            | Різдво Христове                                              | 聖誕節                   | |
| 26 грудня                            | День подарунків                                              | 聖誕節翌日               | |

Під управлінням Великої Британії до 1997 року, День народження королеви було державним святом і відзначалося у другий понеділок червня. Після передачі Гонконгу Китаю було замінено на свято День створення спеціального адміністративного району Гонконг. День Співдружності шкільних канікул був замінений на святкування дня народження Сунь Ятсен. День визволення Гонконгу (кит.: 重 光 纪念日), який святкувався в останній понеділок серпня і наступний за ним день річниці перемоги у японо-китайській війні після передачі суверенітету замінили на День праці і Національний День Народної Республіки Китай.
Відповідно до законодавства Гонконгу, коли призначене державне свято припадає на неділю або в той же день іншого свята, свято переноситися на наступний тиждень. Однак існують винятки, наприклад, коли Китайський новий рік 2007 року припав на неділю (18 лютого), уряд призначив в суботу безпосередньо перед святом (тобто на 17 лютий).